# Primula fedtschenkoi
Primula fedtschenkoi är en viveväxtart som beskrevs av Eduard August von Regel. Primula fedtschenkoi ingår i släktet vivor, och familjen viveväxter. Inga underarter finns listade i Catalogue of Life.